# Fat Wreck Chords
Fat Wreck Chords (prononcé « Fat Records ») est un label discographique américain de punk rock, basé à San Francisco, en Californie, fondé en 1990. Fat Wreck Chords est l'une des plus importantes maisons de disques indépendantes spécialisées dans le punk rock aux États-Unis.
Le label a publié des morceaux de groupes notables dont NOFX, Good Riddance, Descendents, Me First and the Gimme Gimmes, The Loved Ones, Screeching Weasel, Propagandhi, Rise Against, Lagwagon, Strung Out, No Use for a Name, Less Than Jake, Against Me!  Anti-Flag. 

## Histoire
Fat Mike lance son label Wassail Records en 1987. Il sort deux disques de NOFX, The PMRC et Liberal Animation en 1988. En 1990, lui et son épouse Erin Burkett cofondent Fat Wreck Chords et rééditent l'EP, PMRC Can Suck on This de NOFX (1987). En 1992, Fat Mike continue à produire Lagwagon, Propagandhi et No Use for a Name. En 1993, le label sort des disques de Rancid, Face to Face et Strung Out. Fat Mike et Erin continuent de diriger le label ensemble et de rester 100 % indépendants. Le label se développe au cours des années 1990 en vendant plus d'un million de disques par an. Il comptait dix-huit employés et quatre bureaux.
Pour célébrer ses 20 ans d'activité, Fat Wreck Chords sort la compilation de 3 disques Wrecktrospective le 8 décembre 2009. Le disque 1 est composé des plus grands succès du label, le disque 2 est composé de démos et de bonus, et le disque 3 est composé du Fat Club dans son intégralité.
En 2016, le label compte 157 albums studio. Un documentaire sur Fat Wreck Chords intitulé A Fat Wreck sort le 25 octobre 2016.

## Sous-labels
Depuis la fin des années 1990 jusqu'à l'année 2000, Fat Wreck lance une seule édition sur les sous-labels Honest Don's et Pink and Black Records. Certains sites web de ses sous-labels ne sont pas plus actifs, et les pages des groupes ne sont pas directement redirigés sur Fat Wreck ou ses sous-labels. En 2023, Fat Mike et Erin Burkett annoncent un nouveau sous-label de Fat Wreck Chords, baptisé Bottles to the Ground,.

## Groupes et artistes

### Actuels
- American Steel
- Bad Cop/Bad Cop
- Banner Pilot
- Bullet Treatment
- Chixdiggit
- Cigar (depuis 2022)[8]
- Closet Friends
- C.J. Ramone
- Days N' Daze
- Dead to Me
- Descendents
- Dillinger Four
- Direct Hit
- Ellwood (en)
- The Flatliners
- Face to Face
- Frenzal Rhomb
- Get Dead
- Good Riddance
- Lagwagon
- Leftöver Crack
- Less Than Jake
- The Loved Ones
- Masked Intruder (en)
- Mad Caddies[9]
- Make War (depuis 2019)[10]
- Me First and the Gimme Gimmes
- Mean Jeans (en)
- Morning Glory (en)
- Night Birds
- NOFX
- None More Black
- Old Man Markley (en)
- Paint It Black
- PEARS
- Pour Habit
- Randy (en)
- Real McKenzies
- Smoke or Fire
- Snuff (en)
- Star Fucking Hipsters (en)
- Strung Out
- Sundowner
- Swingin' Utters
- ToyGuitar
- Uke-Hunt (en)
- Useless ID
- Western Addiction (en)

### Anciens
- 88 Fingers Louie (actif, sans label)
- Against Me! (actif avec Total Treble Music)
- Anti-Flag (actif avec Spinefarm Records)
- The Ataris (active avec Paper + Plastick)
- Avail (dissous)
- Bad Astronaut (dissous)
- Big in Japan
- Bracket (en) (actif avec Takeover Records)
- Citizen Fish (actif avec Alternative Tentacles)
- Cobra Skulls (dissous)
- Consumed
- The Dickies (actif avec Dream Catcher Records)
- Dieselboy (dissous)
- Epoxies (dissous)
- The Fight (en) (actif avec Repossession Records)
- Goober Patrol (actif avec Hulk Räckorz)
- Guns n' Wankers (en) (dissous)
- Hi-Standard (actif avec Pizza of Death Records)
- The Lawrence Arms  (actif avec Epitaph)
- Love Equals Death (en) (dissous)
- MxPx (actif avec Tooth & Nail Records)
- Nerf Herder (actif avec Oglio Records)
- No Use for a Name[2] (dissous)
- Only Crime (actif avec Rise Records)
- Propagandhi (actif avec Epitaph)
- Rancid (actif avec Hellcat Records)
- Rise Against (actif avec DGC/Interscope Records)
- The Sainte Catherines (dissous)
- Teenage Bottlerocket (actif avec Rise Records)
- Screeching Weasel (actif avec Recess Records)
- Screw 32 (en) (dissous)
- Sick of It All (actif avec Century Media Records)
- The Soviettes
- Strike Anywhere (actif avec Bridge 9)
- Subhumans (actif avec Bluurg Records)
- Tilt (en) (dissous)
- Tony Sly (décédé)
- Wizo
- Zero Down (dissous)